# Belavin
Belavin (en rus: Белавин) és un poble (un khútor) de l'óblast de Rostov, a Rússia, que en el cens del 2010 tenia 323 habitants, pertany al municipi de Bokóvskaia.